# Зоряний гамбіт
Зоряний гамбіт (фр. Le Gambit des étoiles) — науково-фантастичний роман французького письменника-фантаста Жерара Клайна. Уперше роман надрукований у 1958 році одночасно у двох паризьких видавництвах «Hachette» і «Gallimard». і став першим самостійним романом автора, оскільки його дебютний роман «Пастки у просторі» написаний у співавторстві із Рішаром Шоме та Патрісом Рондаром. У романі на фоні фантастичного сюжету — відкриття миттєвого переміщення у просторі без обмеження відстані за допомогою спеціальної шахівниці — висловлюється думка про безмежні можливості людини.

## Сюжет роману
Дія твору відбувається у далекому майбутньому, коли людство оволоділо технологією міжзоряних польотів, та розселилось на великій кількості планет. У зв'язку із тим, що швидкість польоту космічних кораблів землян обмежена швидкістю світла та незначною кількістю міжпросторових коридорів, розселення землян відбувається повільно, та обмежене переважно сектором Галактики, близьким до Землі, хоча більшість людей і переселились на інші планети, а центр земної цивілізації знаходиться неподалік зірки Бетельгейзе, де розміщується урядова рада, члени якої є безсмертними, як і частина їх помічників. Проте про це невідомо переважній більшості людей, які живуть або на старовинних планетах, які за сотні років так і залишились частково неосвоєними та необжитими людьми, або на планетах так званих пуритан, які отримали свою назву за те, що вони стараються зберегти на своїх планетах старовинні звичаї початку ери освоєння космосу, і самі практично живуть у постійних польотах між різними планетами, внаслідок чого їх життя під впливом релятивістського сповільнення часу фактично подовжується на кілька сотень років. Для освоєння нових планет центральному уряду не вистачає людей, тому для вербування людей до екіпажів космічних кораблів часто застосовуються незаконні методи. Саме так потрапив на космічний корабель головний герой роману Жерг Алган.
Головний герой роману Жерг Алган народився на планеті Даркія, давно заселеній людьми, але все ще мало освоєній. Він живе за рахунок випадкових заробітків, та веде спосіб життя напівволоцюги. Одного разу, за допомогою обману та споювання, його примусили підписати контракт на включення до членів екіпажу міжзоряного космічного корабля. Після п'ятитижневої підготовки Алган покидає рідну планету, зненавидівши центральний уряд. На кораблі він відвідує кілька планет, а також знайомиться із іншим членом екіпажу на ім'я Ногаро, який також часто критикує центральний уряд, та володіє енциклопедичними знаннями з історії освоєння космосу людьми. Алган відвідує одну з планет пуритан, Ельсінор, де знайомиться із одним міжзоряним торговцем, в якого бачить незвичну шахівницю із незвичними малюнками у вигляді сузір'їв. На питання про походження її торговець відповідає, що її привіз один космонавт, який лише один повернувся із далекої космічної подорожі, і для розуміння її використання необхідно випити напій із кореня рослини зотл, яка росте на деяких планетах. Після того, як Алган вирішив спробувати зробити такий експеримент, він випив напій, поклав руки на шахівницю, і побачив таємничу високу стіну із малюнками, які збігались із малюнками на шахівниці. На питання, що це було, торговець відповів, що повністю може про ці видіння розповісти лише цей космонавт, який живе на одній із віддалених планет, а цю дошку він подарує Алгану лише тому, що він нею зацікавився. На кораблі Алган розповідає про цю дошку та космонавта Ногаро, і той радить йому полетіти на цю планету, обіцяючи сприяння у заволодінні зорельотом, оскільки Ногаро, як він повідомляє Алгана, є агентом Бетельгейзе. Алган вирішує скористатись можливістю втекти із корабля, викрадає зореліт, та летить на вказану планету, де, незважаючи на труднощі, пов'язані із природним особливостями планети, знаходить вказану торговцем особу. Старий космонавт розповідає, що під час однієї із подорожей на невідомій планеті його експедиція виявила загадкову стіну, яку бачив Алган у своїх видіннях. Експедиція вирішила проникнути за цю стіну, а оповідача залишили стерегти табір. У результаті експедиція щезла, космічні кораблі експедиції вибухнули, а за деякий час до оповідача прилетіли істоти з іншого кінця Галактики, які врятували його від голодної смерті, спілкувався з якими космонавт за допомогою гри в шахи, яка виявилась науніверсальнішою серед усіх ігор в Галактиці. Вони подорожували також за допомогою шахівниці із невідомим малюнками та напою із кореня зотла. За деякий час космонавт повернувся у світ людей, проте представники центрального уряду не повірили його розповідям та заслали на віддалену планету. Алган вирішує дістати зотл, та з його допомогою спробувати розпочати дослідження загадкової шахівниці. Він дізнається, що зотл на цій планеті є лише в коменданта космопорту. Незважаючи на те, що він знаходиться у розшуку за викрадення космічного корабля, Алган вирішує ризикнути, відкрито йде до коменданта, і просить дати йому зотл, пообіцявши тому винагороду за це від центрального уряду. Після того, як Алган випиває напій із зотла, та кладе пальці на шахівницю, він щезає з очей оточуючих.
Сам же Алган, після того як випив напій із зотла та поклав пальці на шахівницю, він перенісся на якусь невідому планету, а пізніше за допомогою шахівниці зробив ще кілька стрибків, після чого потрапляв на невідомі планети, на яких були описані вище чорні стіни або фортеці, та які щоразу виявлялися ближче до центру Галактики. Останнім стрибком він потрапив на якусь невідому незаселену людьми, але дуже мальовничу планету, на якій його вітає якийсь невідомий голос словами: «Вітаю тебе, дитя!». У відповідь Алган сказав, що він не дитя, на що голос сказав, що на їх мові слова «людина» й «дитина» означають одне й те ж поняття. Після цього Алгана ознайомлюють із тим, що шахівницю сконструювала дуже древня цивілізація, яка виникла на зірках у центрі Галактики. Вона поставила собі завдання заселити розумними істотами всю Галактику, для чого розсіяла спори життя у всіх її кінцях. Проте, розуміючи, що новоутворені цивілізації не відразу зможуть досягти відповідного рівня, щоб вільно подорожувати в космосі, тому цивілізація із зірок вирішила розробити механізм поступового засвоєння молодими цивілізаціями принципу миттєвого переміщення у просторі. Для цього старіша цивілізація розробила правила шахів, створила спеціальні шахівниці, до яких новоутворені цивілізації могли дістатись лише після самостійного оволодіння космічними технологіями, а також створили рослину зотл, яка росла не на всіх заселених планетах, до якої новоутворені цивілізації також могли дістатися лие після досягнення певноо рівня технологій. Також цивілізація із зірок розробила чорні стіни і цитаделі — портали для переміщення між різними світами, які також розміщувались не на усіх планетах. Лише ознайомившись із принципом дії цього складного багатокомпонентного пристрою для переміщення у просторі, представники молодих цивілізацій могли навчитись миттєво переміщуватися в просторі.
Після ознайомлення із принципами миттєвого переміщення в просторі Алган відбуває у подорож заселеною людьми частиною Галактики. Він відвідує планети пуритан, де його помічають. Його поява спричинює повстання пуритан проти центральної влади, а його ім'я стає своєрідною легендою та прапором повстання для пуритан. Побував він і на своїй рідній планеті, проте Алган не залишився вдома, оскільки він побачив, наскільки нудним було на ній життя. Один раз він навіть відвідав місце розміщення центрального уряду на Бетельгейзе, та задав питання центральному комп'ютеру урядової ради, на яке той не зумів відповісти. Тривалий час Алган подорожував по різних планетах без обмежень, оскільки разом із даром миттєвого переміщення в просторі він отримав стійкість до несприятливих зовнішніх факторів, а також безсмертя. Алган вирішує вдруге прибути на Бетельгейзе, де діяльність урядової ради знаходиться в кризі у зв'язку із розбіжністю поглядів її членів на питання надання безсмертя усім людям та збільшенням непокори периферичних планет центральному уряду. Головний герой прибуває на Бетельгейзе, де своїми запитаннями знову заганяє в кут головний комп'ютер, який вимушений пропустити його до зали засідань уряду. У залі засідань Алган упізнає серед членів уряду свого старого знайомого Ногаро, і розповідає його членам про свої нові знання, та про бажання передати їх усьому людству без будь-якої винагороди. Один із членів урядової ради робить спробу вбити Алгана, проте він зумів захиститись від нападу. У кінці роману Жерг Алган говорить, що передача знань про миттєве переміщення в просторі та безсмертя для всіх відкривають нову еру в історії людства.

## Переклади
Українською мовою роман «Зоряний гамбіт» не перекладався. Російською мовою твір уперше опублікований у 1985 році у видавництві «Мир» у серії «Зарубіжна фантастика». Роман також перекладений англійською, турецькою та румунською мовами.